# Iglesia de Santa María (Islas Malvinas)
La Iglesia de Santa María (en inglés: St. Mary's Church) ubicada en la Ross Road, Puerto Argentino/Stanley, islas Malvinas, es la procatedral y única parroquia de la Prefectura Apostólica de las Islas Malvinas, una jurisdicción territorial aislada de la Iglesia católica dependiente directamente de la Santa Sede.
Es la única iglesia católica del archipiélago, está hecha de madera y fue bendecida en 1899. En la pared oeste cuenta con murales al óleo ilustrados por el artista argentino James Peck, nacido en las islas.
Cabe detallar que el día que el presidente argentino Juan Domingo Perón falleció el 1 de julio de 1974, se realizó una misa en esta iglesia, donde asistieron las autoridades coloniales de las islas y los empleados estatales argentinos que trabajaban en LADE, YPF y Gas del Estado, incluyendo a dos maestras argentinas que enseñaban idioma español.

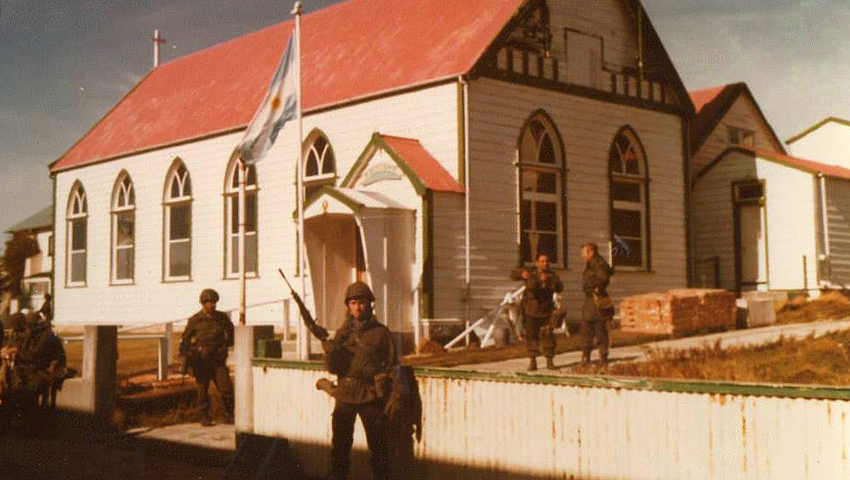
Soldados argentinos en la iglesia, 1982

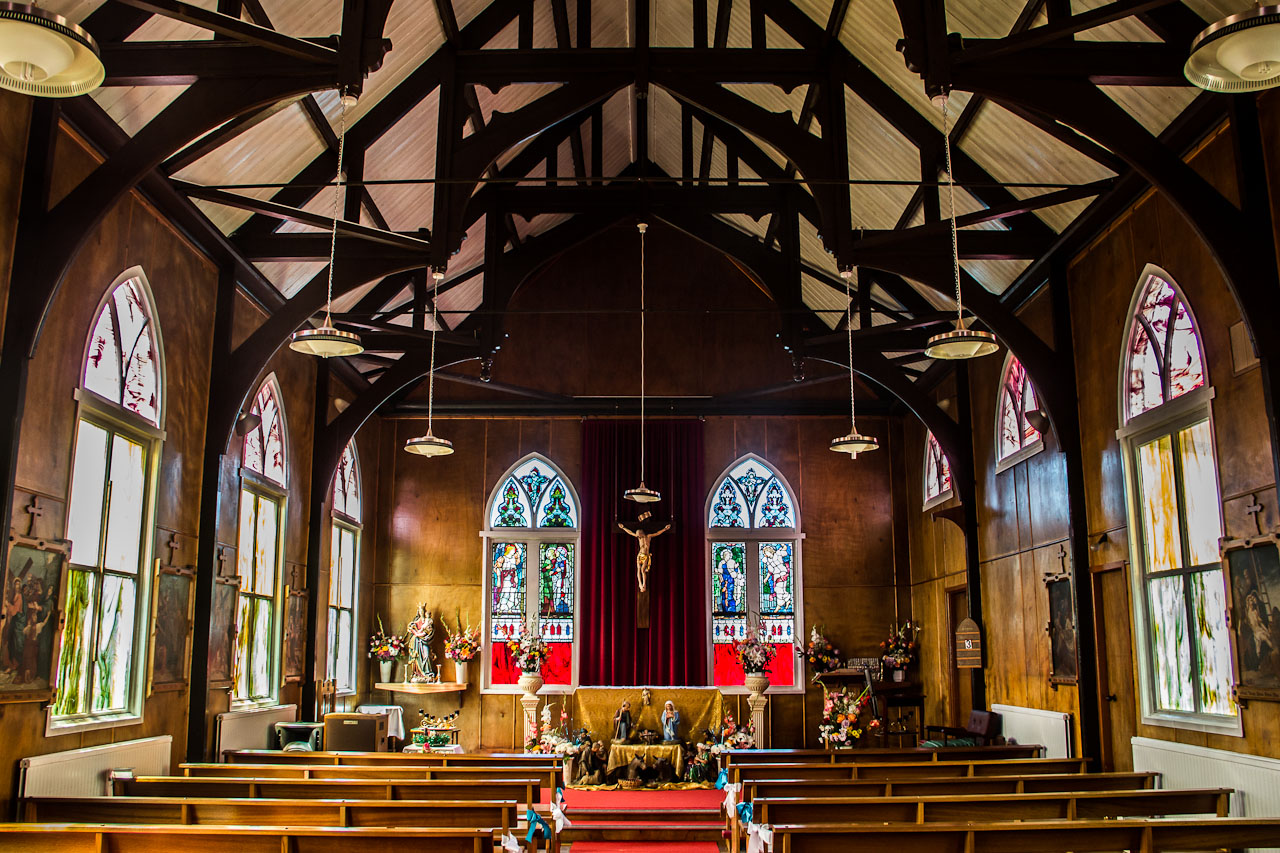
Interior

Durante la guerra de las Malvinas, en 1982, tuvo un notable incremento en sus servicios religiosos, celebrándose misas en castellano y en inglés.